# Tipula asaroton
Tipula asaroton är en tvåvingeart som beskrevs av Alexander 1962. Tipula asaroton ingår i släktet Tipula och familjen storharkrankar. Inga underarter finns listade i Catalogue of Life.